# 松島町
松島町（まつしままち）は、東北地方の宮城県の沿岸地域中部に所在する町。七ヶ浜町および利府町と共に宮城郡の一部である。仙台都市圏に属しており、都市計画区域では行政区域の一部が仙塩広域都市計画区域に含まれる。
太平洋の松島湾に面する地域で、日本三景の一つに数えられる松島として広く知られている。

## 地理

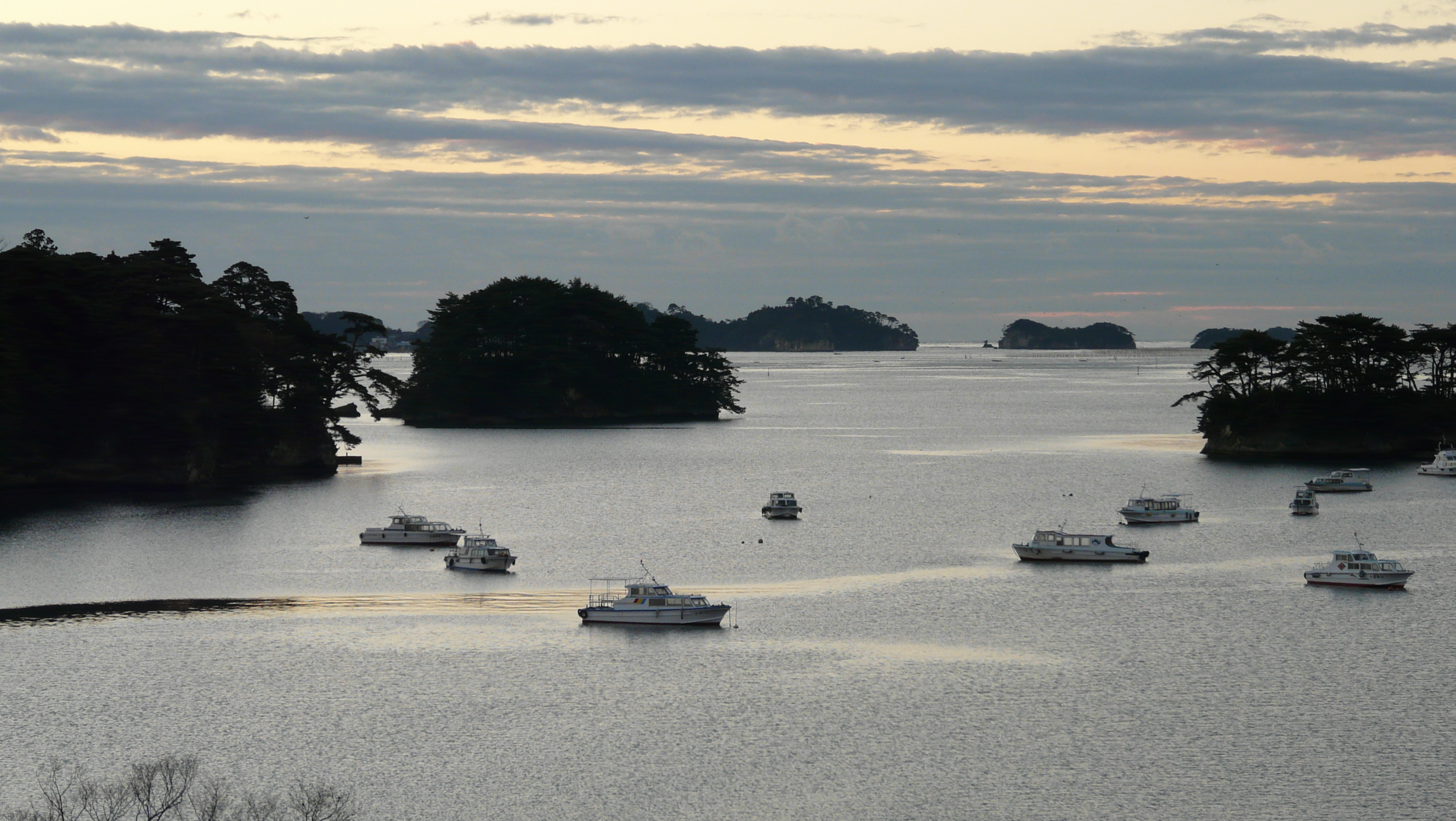
松島の島々。

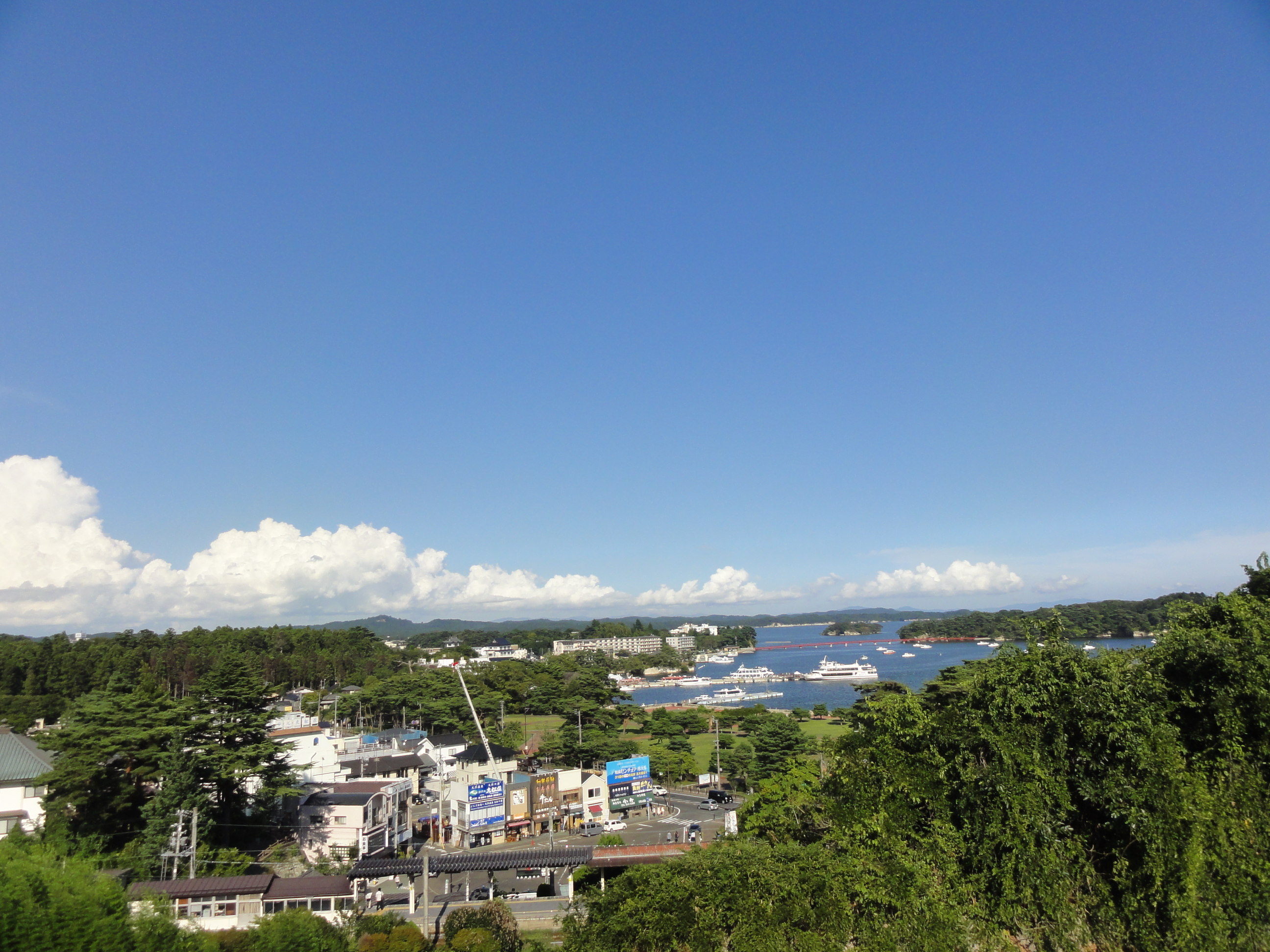
松島の街並み。

宮城県中部に位置し、奥羽山脈から太平洋にまで至る舌状台地である松島丘陵が海に没する松島湾に面してある。松島丘陵、および、松島湾の多島海によって成る景観は、風光明媚として古くから知られており、古代以来、歌枕として、そして近世中期以降、とりわけ近現代では観光地として旅行者を引き寄せている。
- 山地（標高100m以上）
  - 段山（だんやま。標高178.0mで、松島町内の最高峰）
  - 姉取山（あねとりやま。標高138.2m）
  - 富山（とみやま。標高124.0m。松島町と東松島市の市町境）
  - 白坂山（しらさかやま。標高122.2m）
  - 鷹場山（たかばやま。標高115.0m。松島町・大郷町の町境）
  - 尾鹿ノ森山（おじかのもりやま。標高108.9m）
  - 鷲尾山（わしおやま。標高約100m）
- 湾・海岸
  - 松島湾

### 隣接する市町村
cf.　宮城県の市町村全図 ：≪外部リンク≫ “宮城県地域マップ”. （公式ウェブサイト）.   宮城県. 2022年1月15日閲覧。
- 東松島市 ：東部で隣接。
- 遠田郡 - 美里町 ：北東部でわずかに隣接。
- 大崎市 ：北部で隣接。
- 黒川郡 - 大郷町 ：北西部で隣接。
- 同郡内（宮城郡内） - 利府町 ：南西部で隣接。

### 人口
| |                                        |  |
| 松島町と全国の年齢別人口分布（2005年） | 松島町の年齢・男女別人口分布（2005年） |  |
| ■紫色 ― 松島町 ■緑色 ― 日本全国 | ■青色 ― 男性 ■赤色 ― 女性              |  |
| 松島町（に相当する地域）の人口の推移 \| 1970年（昭和45年） \| 16,004人 \| \| \| 1975年（昭和50年） \| 16,568人 \| \| \| 1980年（昭和55年） \| 17,246人 \| \| \| 1985年（昭和60年） \| 17,568人 \| \| \| 1990年（平成2年） \| 17,431人 \| \| \| 1995年（平成7年） \| 17,344人 \| \| \| 2000年（平成12年） \| 17,059人 \| \| \| 2005年（平成17年） \| 16,193人 \| \| \| 2010年（平成22年） \| 15,085人 \| \| \| 2015年（平成27年） \| 14,421人 \| \| \| 2020年（令和2年） \| 13,323人 \| \| |                                        |  |
| 総務省統計局 国勢調査より |                                        |  |
| 1970年（昭和45年） | 16,004人                               |  |
| 1975年（昭和50年） | 16,568人                               |  |
| 1980年（昭和55年） | 17,246人                               |  |
| 1985年（昭和60年） | 17,568人                               |  |
| 1990年（平成2年） | 17,431人                               |  |
| 1995年（平成7年） | 17,344人                               |  |
| 2000年（平成12年） | 17,059人                               |  |
| 2005年（平成17年） | 16,193人                               |  |
| 2010年（平成22年） | 15,085人                               |  |
| 2015年（平成27年） | 14,421人                               |  |
| 2020年（令和2年） | 13,323人                               |  |

## 歴史

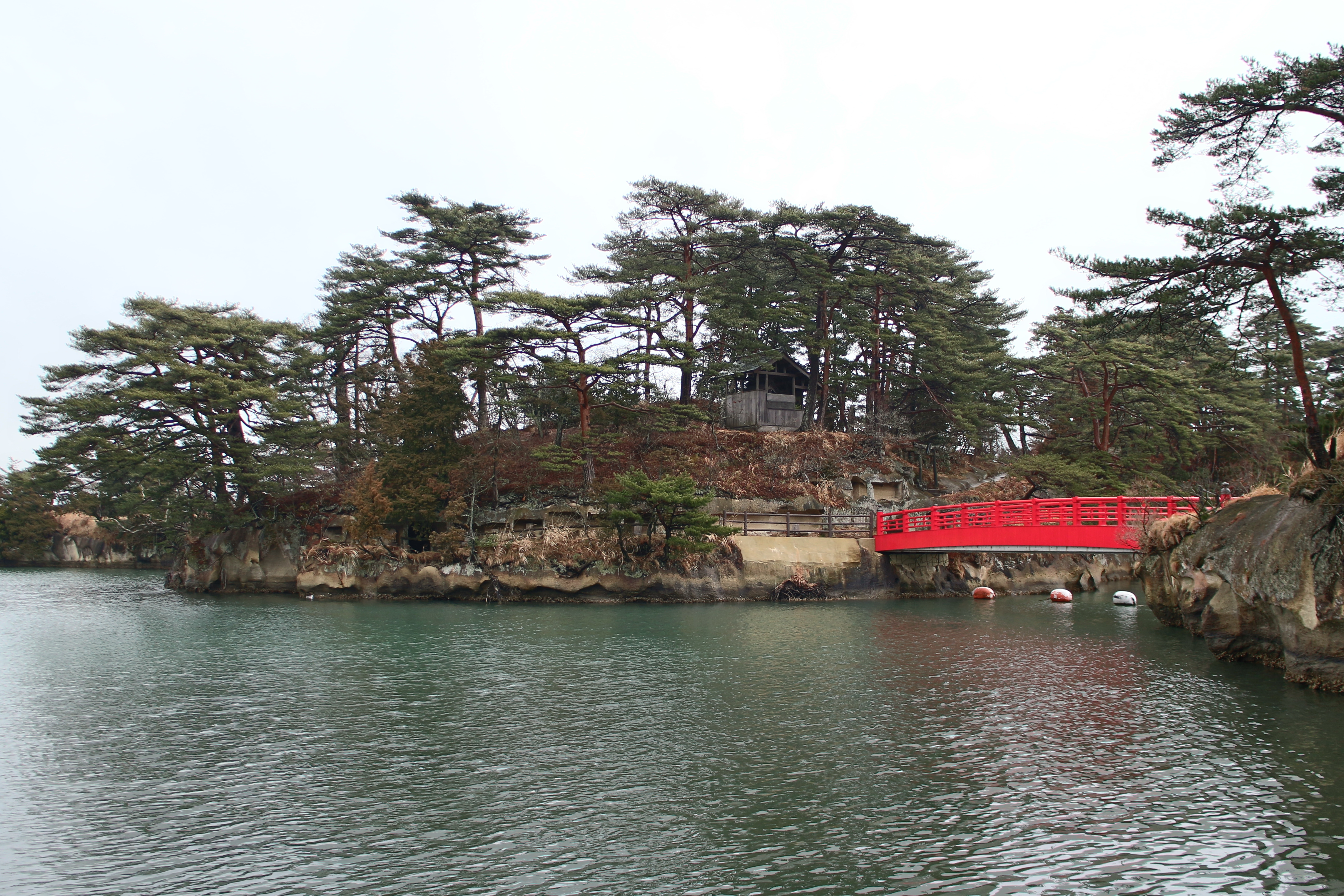
島名が歌枕として知られる雄島。

- 伝・大同2年（807年） ：征夷大将軍・坂上田村麻呂が奥州遠征（蝦夷征討）の際、毘沙門堂（現在の五大堂の前身）を建立。
- 伝・天長5年（828年） ：延福寺（瑞巌寺の前身）、創建。[注釈 1][3]
- 9世紀 ：源重之が「松島や 雄島（をじま）の磯にあさりせし あまの袖こそ かくは濡れしか[注釈 2]」と和歌に詠む（後拾遺和歌集）。
- 12世紀半ば ：女流歌人・殷富門院大輔が源重之の歌を本歌取りし、「見せばやな 雄島（をじま）の蜑（あま）の 袖だにも 濡れにぞ濡れし 色は変わらず[注釈 3]」と詠む（千載和歌集）。
- 17世紀初頭 ：伊達政宗が太閤・豊臣秀吉から伏見桃山城にあった茶室を譲り受け、月見をするための観瀾亭（月見御殿）を建造。
- 慶長9年（1604年） ：仙台藩藩祖・伊達政宗が五大堂を再建（現存）。
- 寛永20年（1643年） ：儒学者・林鵞峰が『日本国事跡考』において、松島を天橋立・厳島と共に「三処奇観」と風景評価した。これが後世知られる「日本三景」の端緒とされる。
- 正保4年（1647年） ：円通院、創建。
- 元禄2年5月9日（1689年6月25日） ：俳人・松尾芭蕉が弟子・河合曾良と共に塩竈から船で松島海岸に到着。瑞巌寺など名所・旧蹟も拝観した。cf. おくのほそ道#松島。
- 元禄2年（1689年） ：儒学者・貝原益軒が『己巳紀行』において、史上初めて「日本三景」に言及。なお、名勝「松島」に係る様々な評価については「松島#指定など」を参照のこと。
- 1894年（明治23年）4月16日 ：地域初（松島村初）の鉄道駅として日本鉄道 （旧）松島駅（現在のJR東北本線 愛宕駅の前身）が開業。
- 1922年（大正11年）2月4日：松島電車開業
- 1922年（大正11年）12月3日 ：来日中であったアルベルト・アインシュタインが、月見をするために松島を訪れる。
- 1927年（昭和2年）4月1日 ：宮城電気鉄道の地域内（松島村内）4駅（現・JR仙石線4駅の前身）が開業。また、これに合わせてマリンピア松島水族館も開館。
- 1932年（昭和7年）12月26日 ：国鉄東北本線 品井沼駅（現・JR東北本線 品井沼駅の前身）が開業。
- 1938年（昭和13年）1月22日：松島電車運行休止
- 1940年（昭和15年）1月22日：松島ニュー・パークホテルで火災。従業員6人が死亡、7人が重軽傷。当日、宿泊者はいなかった[4]。
- 1944年（昭和19年）11月15日：国鉄東北本線 新松島信号場を開設
- 1947年（昭和27年）8月6日：町内に昭和天皇の戦後巡幸があった。瑞巌寺が昼食場、休憩所となった[5]。
- 1952年（昭和27年）10月20日：第7回国民体育大会の視察に行幸した昭和天皇、香淳皇后が松島パークホテルに宿泊。ホテル前の海上で、観光協会主催の灯籠流しが行われた[6]。
- 1956年（昭和31年）7月9日：国鉄 新松島信号場が新松島駅（現・JR東北本線 松島駅の前身）へ昇格。
- 1962年（昭和37年）7月1日 ：国鉄東北本線（現・JR東北本線 ） 愛宕駅（同日廃止の旧松島駅の代替駅）が開業。新松島駅を（現）松島駅とする。
- 1963年（昭和38年）12月16日:町章を制定する。[7]
- 1980年（昭和55年）9月4日 ：フランス領ニューカレドニアのイル・デ・パン島と姉妹都市提携 (#)。
- 1984年（昭和59年）4月 ：「みちのく伊達政宗歴史館」が開館。
- 1987年（昭和62年）春 ：藤田喬平ガラス美術館が開館。
- 1987年（昭和62年）8月1日 ：秋田県象潟町（現・にかほ市）と“夫婦町”（姉妹都市）提携。
- 1988年（昭和63年）10月16日 ：熊本県松島町（現・上天草市）と“友好町”（姉妹都市）提携。
- 2002年（平成14年）10月14日 ：鉄道の日、松島海岸駅が東北の駅百選に選定される。
- 2008年（平成20年）10月10日 ：ベルギー王国の協力の下、松島オルゴール博物館がベルギーオルゲールミュージアムに生まれ変わり、開館する。
- 2011年（平成23年）3月11日 ：東日本大震災により松島地域が被災する。

### 東日本大震災

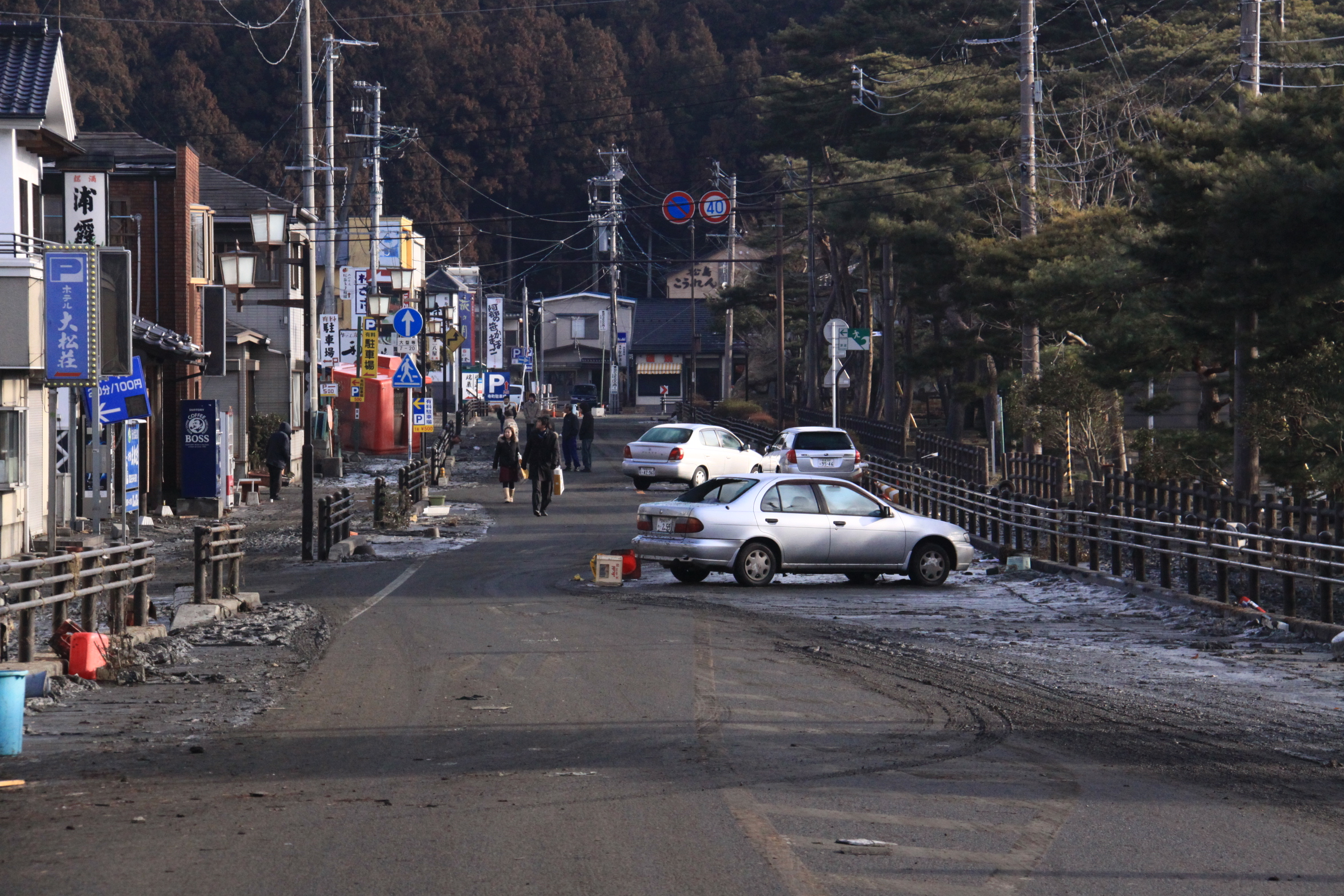
津波で浸水した松島海岸駅前の様子。（2011年3月13日）

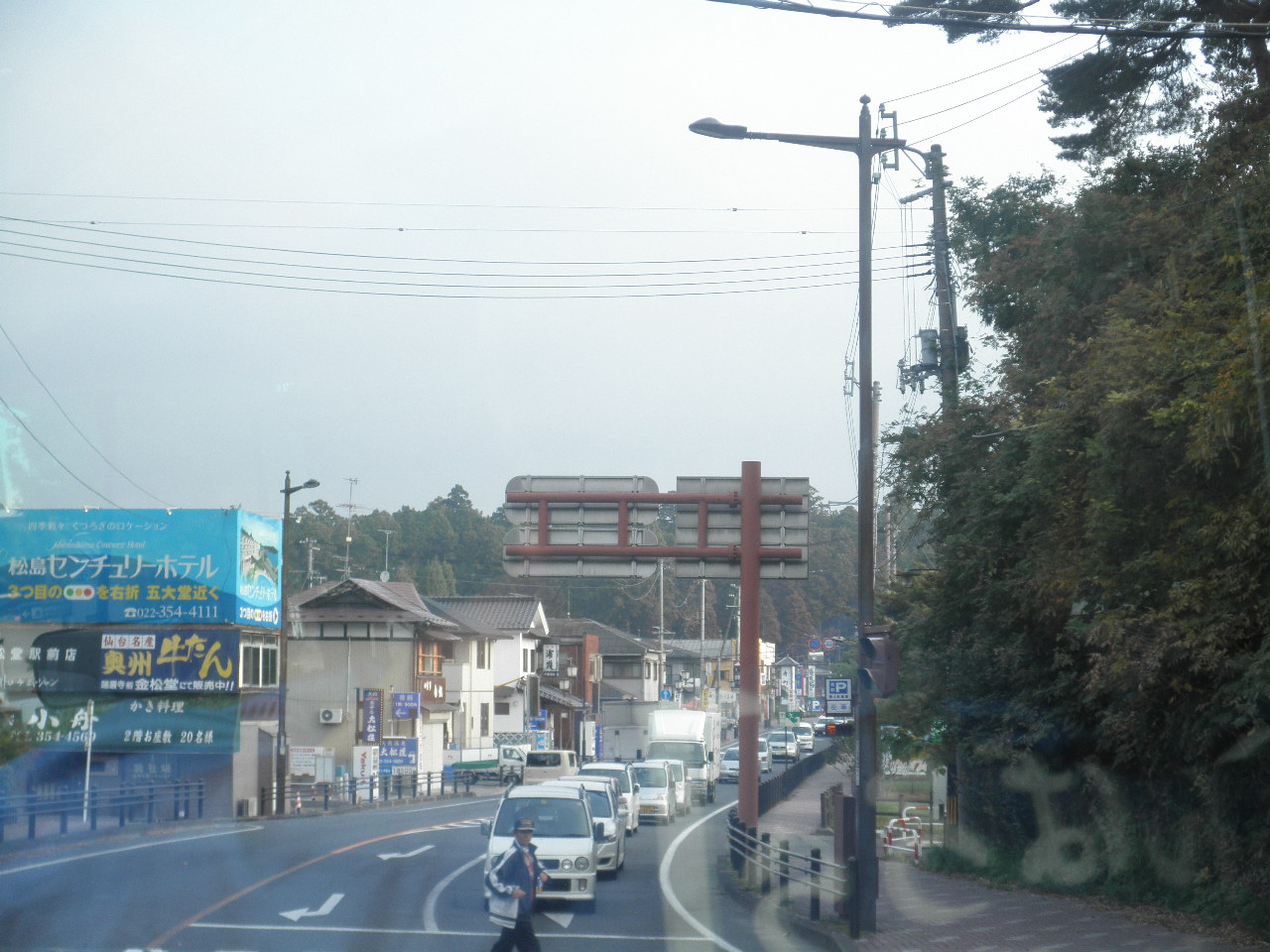
復旧した松島海岸駅前の道路。（2011年11月4日）

2011年（平成23年）3月11日、マグニチュード9.0の東北地方太平洋沖地震が発生し、松島町は震度6弱（観測地点：松島町高城）を記録した。cf. 東北地方太平洋沖地震の前震・本震・余震の記録#本震。さらにこの地震が引き起こした大津波は東北地方の太平洋沿岸部全域に未曾有の被害をもたらしたが、松島一帯は遠浅の多島海という松島湾の地勢が津波の威力を減衰させたと見られ、周辺地域との比較の上では軽微と言える被害に留まった。ただし、あくまでも他地域の被害状況が激甚であるために言われているのであって、一件の災害として小さいわけではない。犠牲者を含む被災者、養殖施設・史跡・観光施設・船舶などの破壊・流失・浸水、自然地形の崩壊などといった被害が、島嶼部と沿岸部にあった。cf. 東日本大震災。4月18日、被害の大きかったベルギーオルゲールミュージアムが復旧再興を断念し、閉館を発表した（2016年に「ザ・ミュージアムMATSUSHIMA」として再開館）。4月21日にこの時点で死者2人、行方不明者7人、避難者270人（東松島市からの避難者160人を含む）。

### 行政区域の変遷（市町村制施行以後）
- 1889年（明治22年）4月1日 ：町村制の施行により、松島村、高城本郷、桜渡戸村、磯崎村、初原村、根廻村、手樽村、幡谷村、竹谷村及び北小泉村の区域をもって、松島村（まつしまむら）が発足する。
- 1928年（昭和3年）1月1日：町制施行して、松島町となる。
- 1992年（平成4年）6月1日：黒川郡大郷町及び宮城郡松島町の区域の境界を変更する。
- 1995年（平成7年）9月11日：志田郡鹿島台町及び宮城郡松島町の区域の境界を変更する。

## 行政

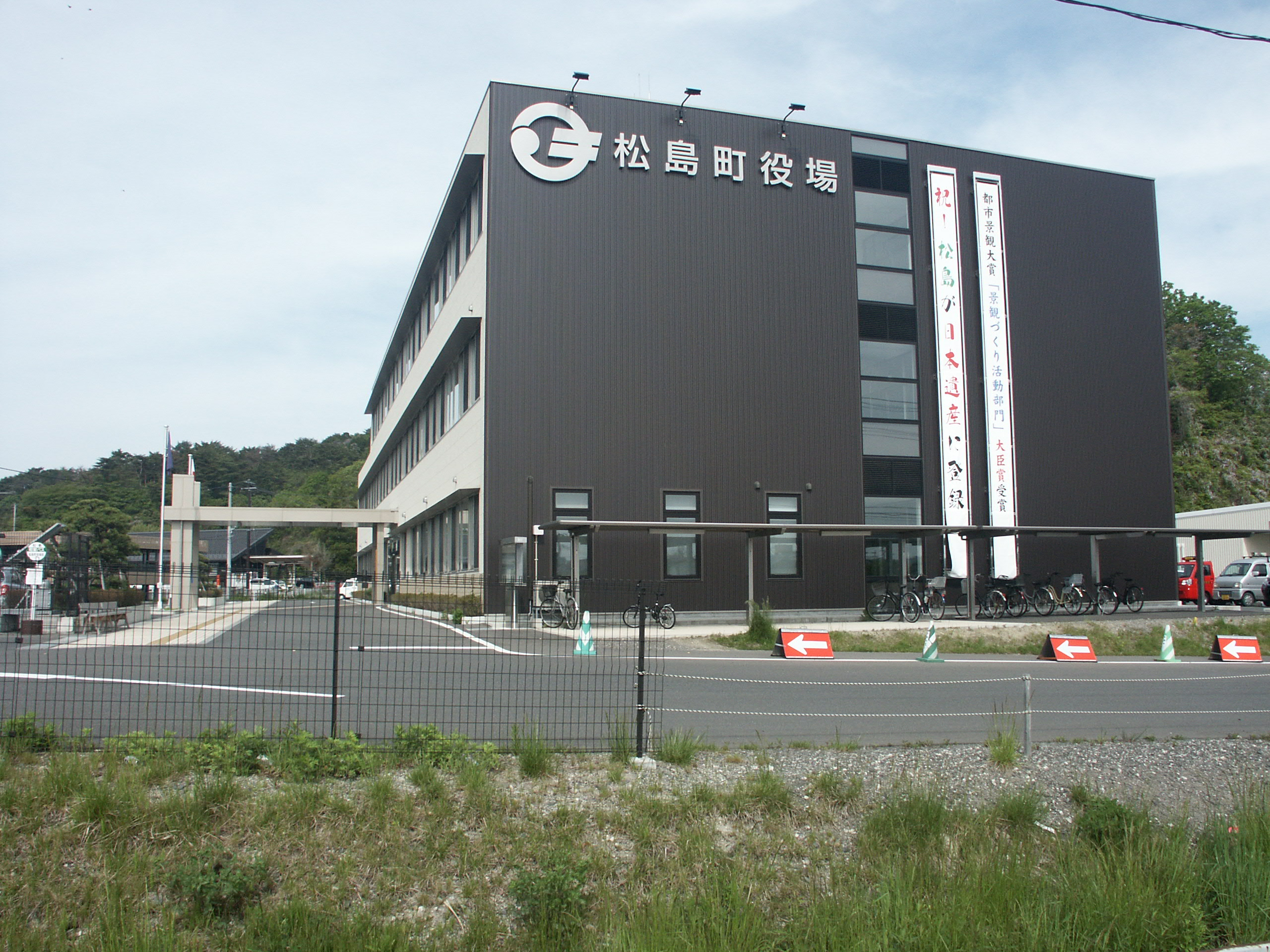
松島町役場の庁舎。

- 町長 ：櫻井公一（2015年9月11日就任。2期目）

### 姉妹都市・提携都市
日本国内
- 象潟町（秋田県、現・にかほ市） ：1987年（昭和62年）8月1日、“夫婦町”（姉妹都市）提携。
- 熊本県の松島町（現・上天草市） ：1988年（昭和63年）10月16日、“友好町”（姉妹都市）提携。

日本国外
- フランス領ニューカレドニアのイル・デ・パン島 (fr/en)　：1980年（昭和55年）9月4日、姉妹都市提携。

## 経済

### 産業
観光と水産業によって立つ町で、特にカキ（牡蠣）は名産とされる。
- 産業人口（平成22年国勢調査）
  - 第一次産業 ：385人
  - 第二次産業 ：1,364人
  - 第三次産業 ：5,093人

### 金融機関
- 七十七銀行松島支店（指定金融機関）
- 石巻商工信用組合松島支店
- 仙台農業協同組合松島支店

### 郵便局
- 松島郵便局（集配局）
- 松島海岸郵便局
- 初原郵便局
- 品井沼駅前郵便局
- 富山簡易郵便局
- 竹谷簡易郵便局
- 愛宕簡易郵便局

## 教育
- 高等学校
  - 宮城県松島高等学校
- 中学校
  - 松島町立松島中学校
- 小学校 
  - 松島町立松島第一小学校
  - 松島町立松島第二小学校
  - 松島町立松島第五小学校

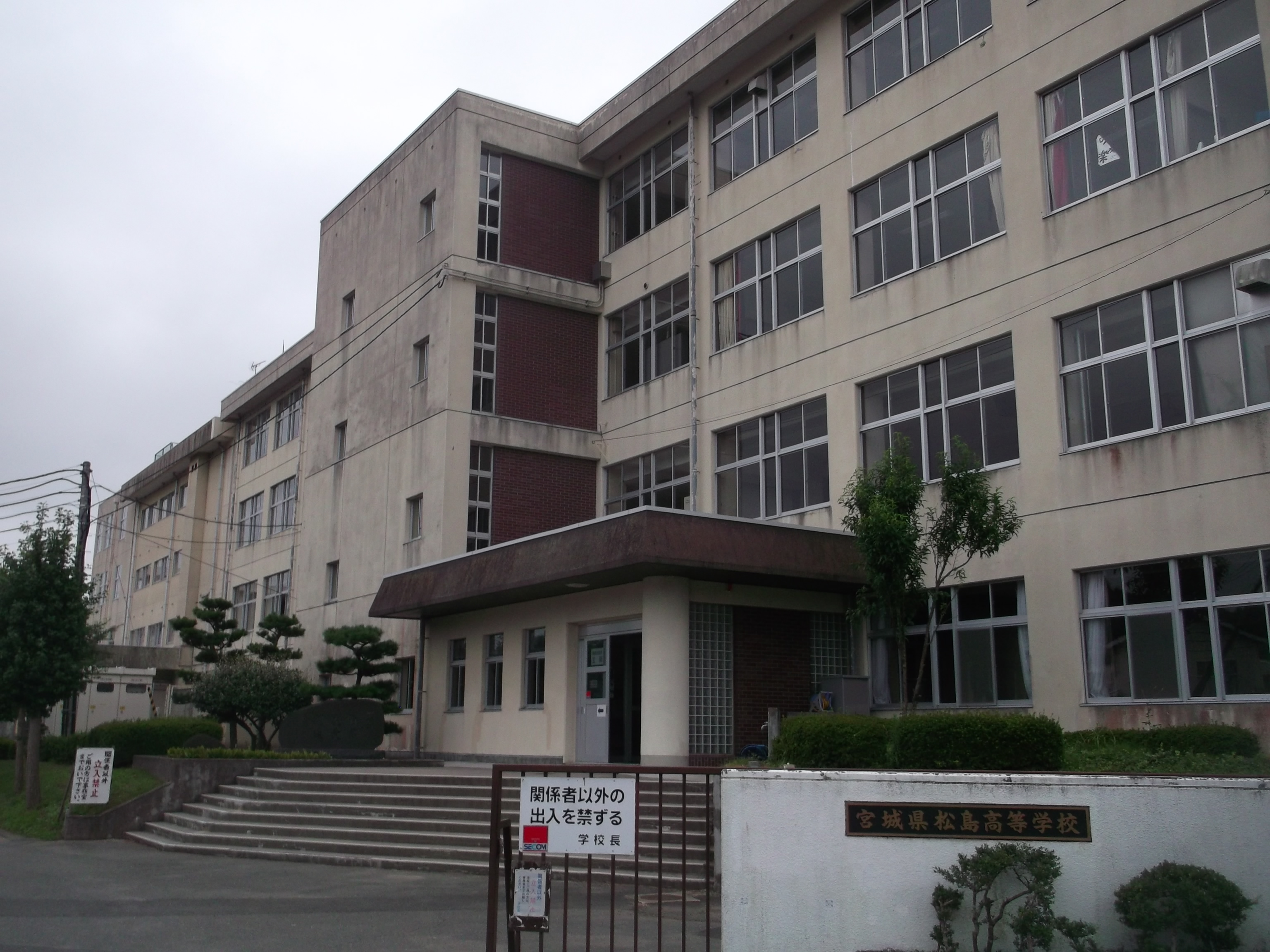
松島高校の校舎。

かつて小学校は分校含め6校あったが、松島第二小学校桜渡戸分校は1963年に廃止し、松島第三小学校と松島第四小学校は2007年に松島第二小学校へ統合された。残る松島第二小学校と松島第五小学校でも児童数の減少が進んでいる。

## 交通

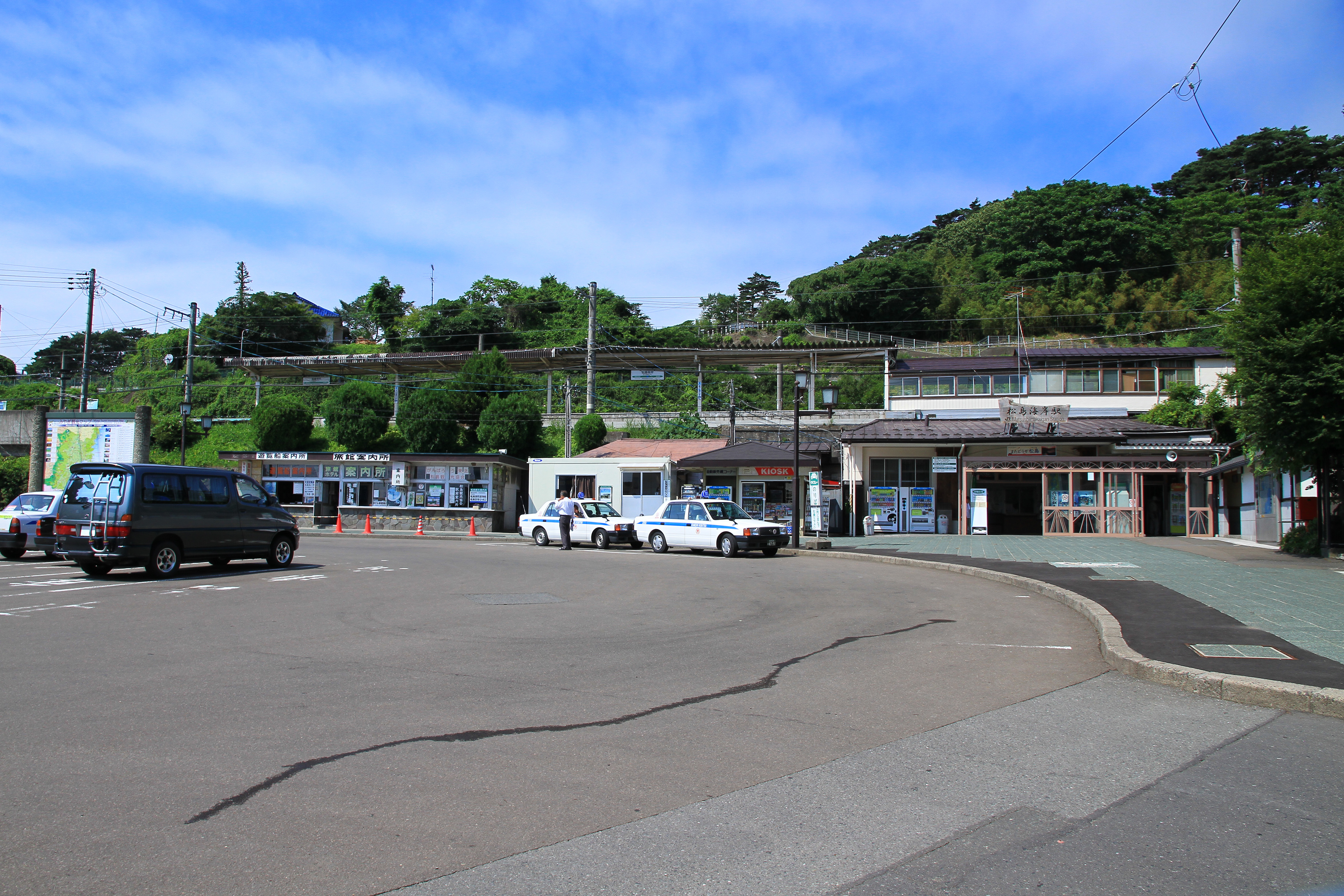
仙石線の松島海岸駅。

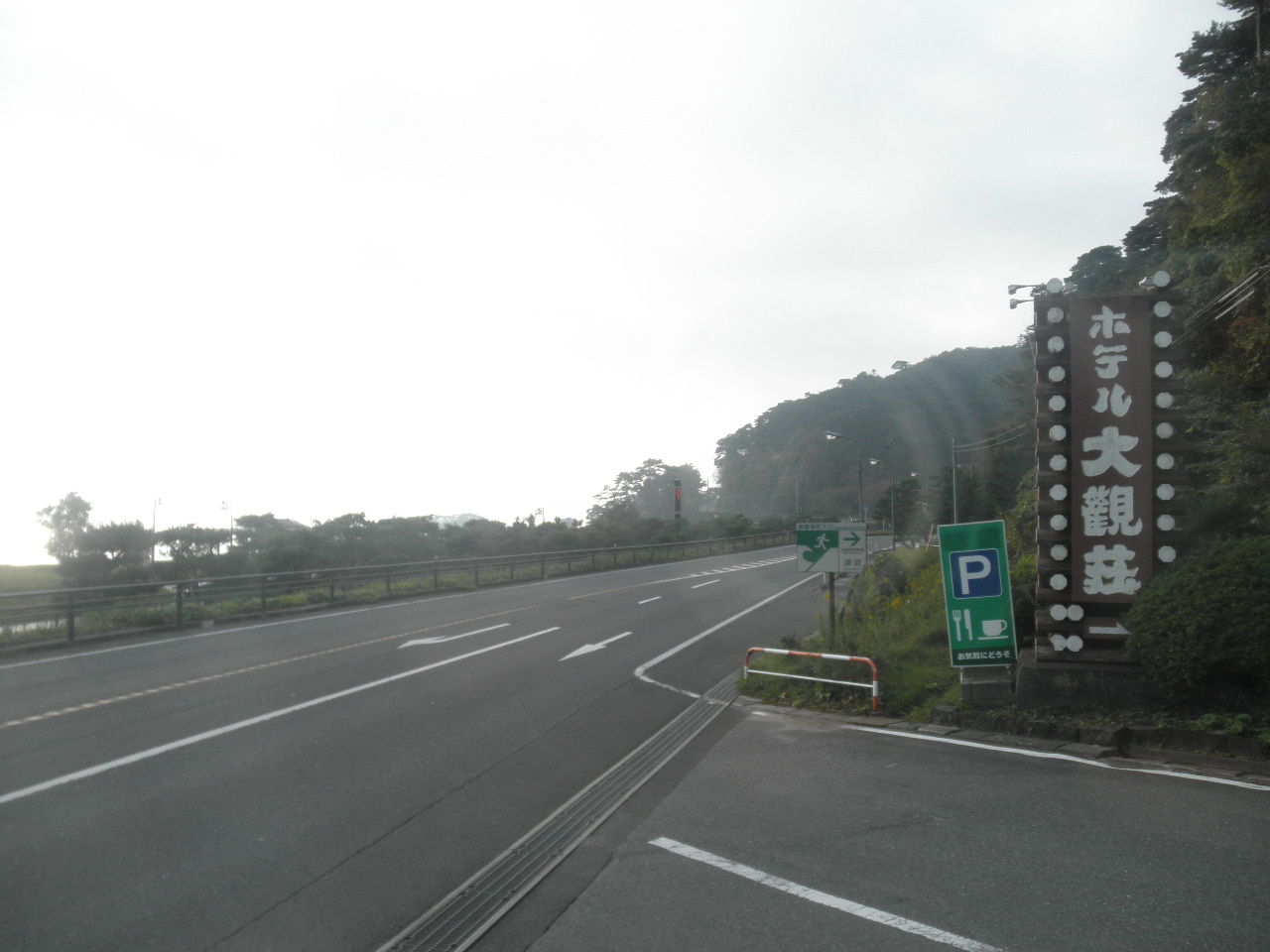
国道45号の松島字霞ヶ浦付近。

### 鉄道路線
- 東日本旅客鉄道（JR東日本）
  - 東北本線 ：松島駅 － 愛宕駅 － 品井沼駅
  - 仙石線 ：松島海岸駅 － 高城町駅 － 手樽駅 － 陸前富山駅
  - 仙石東北ライン ：高城町駅

松島海岸駅、松島駅、高城町駅が業務委託駅（JR東日本東北総合サービスへ委託）、品井沼駅が簡易委託駅（町の関連会社である品井沼ステーションサービスへ委託）、愛宕駅・手樽駅・陸前富山駅が無人駅である。

### バス
- 松島町営バス
  - 宮城交通が撤退した路線など、町内各方面に路線網がある。運転業務は日本三景交通に委託。
- 大郷町住民バス
  - 大郷町民の交通の便を確保するため、愛宕駅・高城町駅まで乗り入れてくる。

### 道路
- 高速道路
  - E45 三陸自動車道
    - （宮城郡利府町）- (6) 松島大郷IC - (7) 松島北IC -（東松島市）
- 一般国道
  - 国道45号
  - 国道346号
- 都道府県道
  - 宮城県道8号仙台松島線
  - 宮城県道9号大和松島線
  - 宮城県道27号奥松島松島公園線
  - 宮城県道60号鹿島台鳴瀬線
  - 宮城県道144号赤沼松島線
  - 宮城県道145号高城停車場線
  - 宮城県道146号小牛田松島線
  - 宮城県道213号松島停車場線
  - 宮城県道241号竹谷大和線

津波に備え、歩道橋を待避所として使用するために、町内随所に歩道橋までの距離を表す標識がある。

### 港湾
- 松島港
  - 松島島巡り観光船

## 名所・旧跡・観光スポット・祭事・催事
- 名所 
  - 日本三景「松島」
  - 観瀾亭、松島博物館
- 神社仏閣
  - 瑞巌寺
  - 五大堂
  - 円通院
  - 天麟院
  - 陽徳院
  - 日吉山王神社
  - 葉山神社
  - 愛宕神社
- 博物館等
  - 藤田喬平ガラス美術館

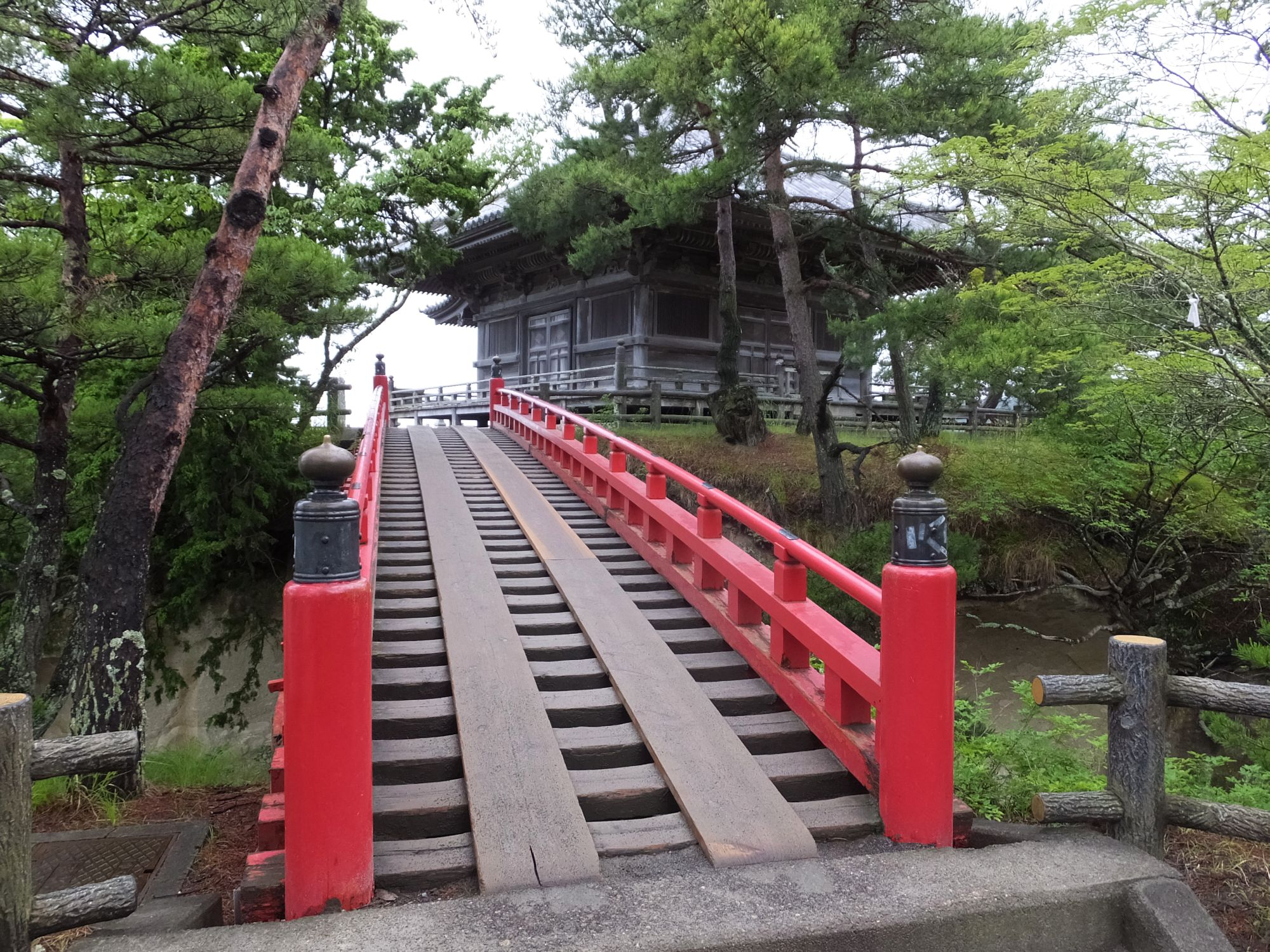
五大堂へ向かうすかし橋。

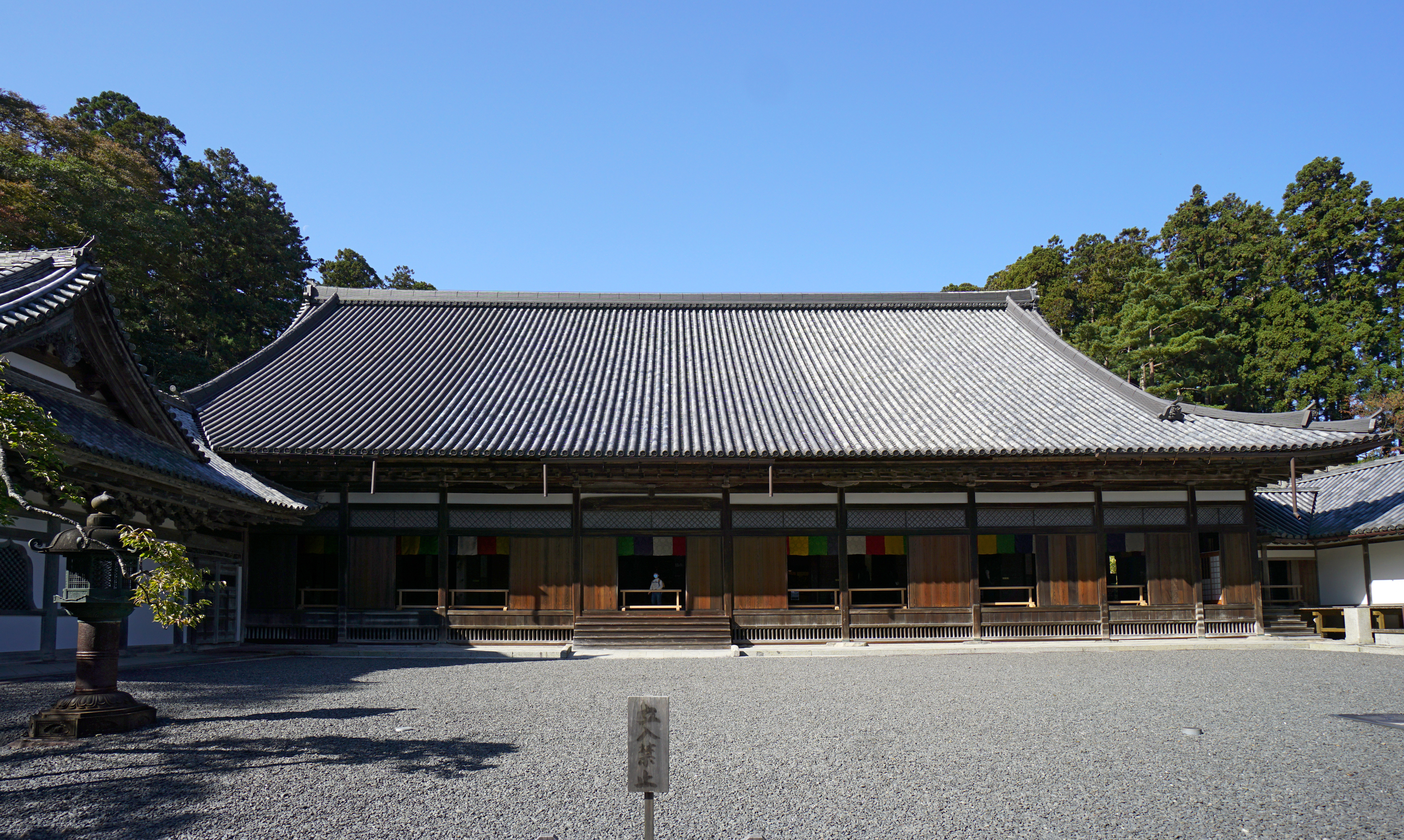
瑞巌寺の本殿。

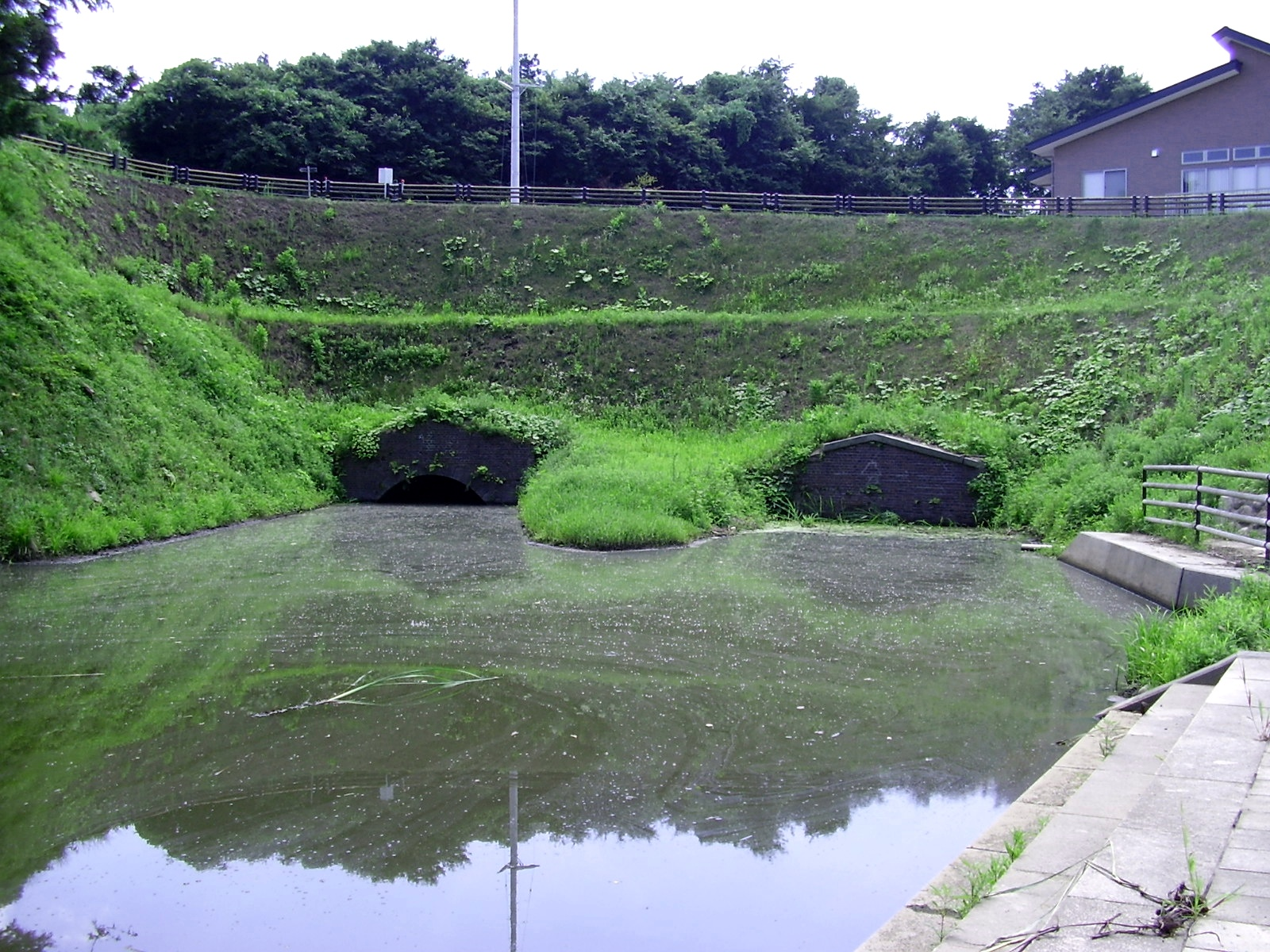
元禄潜穴の穴頭。

  - みちのく伊達政宗歴史館 ：1984年（昭和59年）4月開館[17][18]。
- 公園
  - 松島公園
  - 明治潜穴公園
- 祭り
  - 松島灯籠流し花火大会（8月）
  - 瑞巌寺大施餓鬼会（おおせがきえ）（8月16日）
  - 松島かき祭り（2月初旬）
  - 瑞巌寺灯道（8月6日〜8日）
- イベント
  - 日本三景松島園遊茶会（10月第1日曜日）
  - 松島ハーフマラソン大会（体育の日の前日に行われることが多い）
  - 松島芭蕉祭並びに全国俳句大会（11月第2日曜日）

- かつてあった施設
  - 松島オルゴール博物館
    - ベルギーオルゲールミュージアム：東日本大震災で被災し、展示物の被害は軽微であったものの、2011年（平成23年）4月18日に再興断念を発表。前身にあたる松島オルゴール博物館の開館以来、約20年の歴史に幕を閉じた[19][20]。

  - マリンピア松島水族館
    - 宮城県松島離宮 松島水族館跡地に2020年10月17日にオープン。

## 関係する著名人

### 出身者
- 青木存義 - 国文学者・唱歌作詞家・小説家（童謡『どんぐりころころ』の作詞者）
- 瀬上純 - ミュージシャン（ハードロックバンドCrush 40のギタリスト）
- 手代木史織 - 漫画家

### 観光親善大使経験者
- 水森かおり[21]
- サンドウィッチマン
- 千葉雄大
- 尾形貴弘（2020年までに解任）[22]